# Бісковичі (гміна)
Гміна Бісковичі — колишня (1934—1939 рр.) сільська ґміна Самбірського повіту Львівського воєводства Польської республіки (1918—1939) рр. Центром ґміни було село Бісковичі.

1 серпня 1934 р. було створено ґміну Бісковичі у Самбірському повіті. До неї увійшли сільські громади: Бісковіце, Лановіце, Максимовіце, Надиби, Пяновіце, Воютиче, Викоти.
  
У 1934 р. територія ґміни становила 85,49 км². Населення ґміни станом на 1931 рік становило 11 851 особа. Налічувалось 2 106 житлових будинків. 

На початку Другої світової війни в першій середині вересня 1939 р. територія ґміни була зайнята німецькими військами, але відповідно до Пакту Молотова — Ріббентропа 26 вересня територія ґміни була передана СРСР. Ґміна ліквідована в 1940 р. у зв’язку з утворенням Самбірського району.